# Teatro Gielgud
El Teatro Gielgud es uno de los teatros del West End, ubicado en la Shaftesbury Avenue de la ciudad de Westminster, Londres, Inglaterra, en la esquina de la calle Rupert. El local cuenta en la actualidad con 986 butacas en tres niveles. Está clasificado en el Reino como edificio del Grado II.
Fue diseñado por W. G. R. Sprague y se inauguró el 27 de diciembre de 1906 como Teatro Hicks, en honor de Seymour Hicks, para quien fue construido. La primera obra que se representó en este teatro fue un exitoso musical, The Beauty of Bath, coescrito por el propio Hicks. Otro de sus primeros grandes éxitos fue A Waltz Dream, en 1908. En 1909, el empresario estadounidense Charles Frohman se convirtió en gerente del teatro y le cambió el nombre a Globe Theatre, un nombre que conservó durante 85 años.
Call It a Day se estrenó en 1935 y se hicieron 509 representaciones, una producción de gran duración para el período de entreguerras. There's a Girl in My Soup, que abrió sus puertas en 1966, se representó durante casi tres años, un récord para el teatro que no fue superado hasta que Daisy Pulls It Off, de Denise Deegan, se estrenó en abril de 1983 y de la que se hicieron 1180 representaciones, la producción de mayor duración del teatro. En 1987 se estrenó la obra de Peter Shaffer Lettice and Lovage, protagonizada por Maggie Smith, que fue un gran éxito.
Restaurado en 1987, el teatro representó varios estrenos de Alan Ayckbourn, como Man of the Moment (1990), así como una notable reposición de Un marido ideal en 1992. Durante la reconstrucción del Shakespeare's Globe Theatre en South Bank, en 1994 el teatro pasó a llamarse Teatro Gielgud en honor a John Gielgud. En 2008 se llevó a cabo otra remodelación del edificio.

## Historia
El teatro se inauguró el 27 de diciembre de 1906 como Teatro Hicks en honor del actor, director y dramaturgo Seymour Hicks, para quien fue construido. Diseñado por W. G. R. Sprague en estilo Luis XVI, el teatro originalmente tenía 970 butacas, aunque a lo largo de los años se eliminaron los palcos y algunos asientos. El teatro originalmente era idéntico al Queen's Theatre, que se inauguró en 1907 en la esquina adyacente.
La primera obra que se representó fue la comedia musical de Hicks y Cosmo Hamilton The Beauty of Bath. My Darling, otro musical de Hicks, le siguió en 1907, junto a la adaptación de la novela de George Barr McCutcheon Brewster's Millions, y al año siguiente el estreno en Londres de la opereta de Oscar Straus A Waltz Dream. Un hecho curioso ocurrió durante una de las representaciones de la siguiente obra del teatro, un musical titulado The Dashing Little Duke (1909), producido por Hicks; su esposa, Ellaline Terriss, representaba el papel protagonista (una mujer interpretando a un hombre) y, tras faltar durante varias actuaciones debido a una enfermedad, Hicks ocupó el papel, posiblemente el único caso en la historia del teatro musical donde un marido tuvo éxito en el papel de su esposa.
En 1909 el empresario estadounidense Charles Frohman se convirtió en el único gerente del teatro y le cambió el nombre a Globe Theatre (el «Globe Theatre» de la calle Newcastle había sido demolido en 1902, quedando disponible el nombre). La producción de reapertura fue His Borrowed Plumes, escrita por lady Randolph Churchill, la madre de Winston Churchill. Durante la Primera Guerra Mundial el musical Peg o' My Heart fue un éxito en el teatro. Noël Coward hizo aquí su debut con su obra Ángeles caídos en 1925. Call it a Day de Dodie Smith se estrenó en 1935 y se hicieron 509 representaciones, una producción inusualmente larga durante los poco activos años de entreguerras. Durante los años siguientes se representaros obras de Shakespeare y otros clásicos, así como los musicales. En 1938 John Gielgud dirigió y protagonizó una reposición de La importancia de llamarse Ernesto que fue considerada en el momento como «la producción definitiva del siglo XX».
Gielgud llevó su producción de The Lady's Not for Burning, de Christopher Fry, al Globe en 1949 para su exitoso estreno en el West End, y en 1960 también estrenó A Man For All Seasons'. La obra de Terence Frisby There's a Girl in My Soup, que se estrenó en 1966, tuvo 1064 representaciones en el teatro, un récord que no fue superado hasta que la comedia ganadora del premio Laurence Olivier Daisy Pulls It Off, de Andrew Lloyd Webber, adaptación de la novela de Denise Deegan, se estrenó en abril de 1983 y se realizaron 1180 representaciones, la producción de mayor duración del teatro. En 1987, la obra de Peter Shaffer Lettice and Lovage tuvo un exitoso estreno en Londres, protagonizada por Maggie Smith y Margaret Tyzack y se representó durante 2 años. Una de las diversas producciones de Coward en las últimas décadas, Design for Living, protagonizado por Rachel Weisz, se llevó al teatro en 1995. Cuando Lloyd Webber reescribió el musical Tell Me on a Sunday, estrenó en el teatro, recibiendo muenas críticas.
El Globe era el hogar de un gato atigrado llamado Beerbohm (en honor al actor Herbert Beerbohm Tree), del que todavía hay un retrato colgado en el corredor hacia el patio de butacas. Beerbohm aparecía en el escenario al menos una vez en cada producción, obligando a improvisar a los actores; siempre optó por ocupar los camerinos de ciertos actores mientras estaban en el teatro, como Peter Bowles, Michael Gambon y Penelope Keith. Se le mencionó varias veces en el programa de radio Desert Island Discs, de la BBC Radio 4, y fue el único gato del que se escribió un obituario en primera página en la revista teatral The Stage. Murió en marzo de 1995, con 20 años de edad.

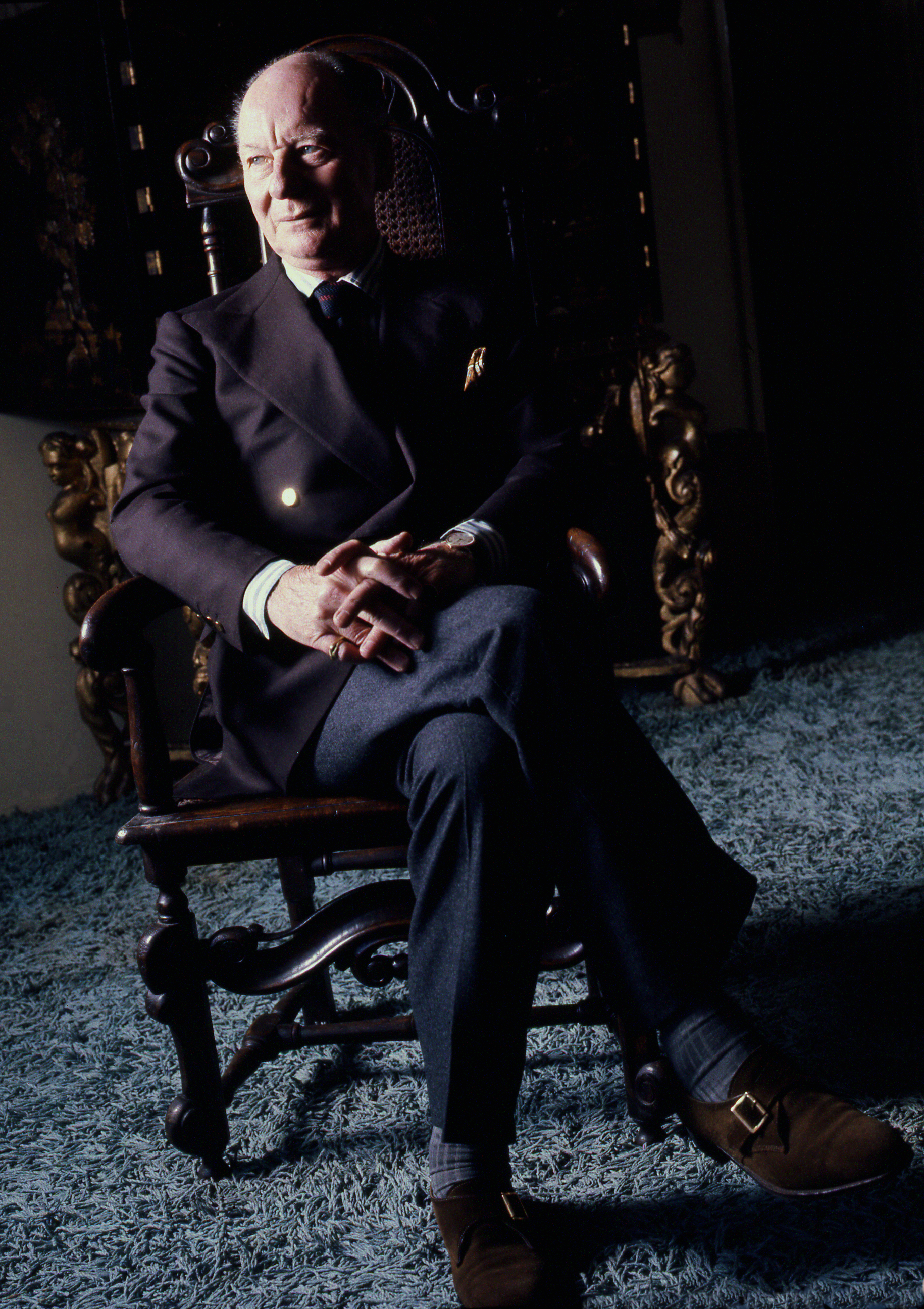
John Gielgud en 1973. El teatro se renombró en su honor en 1994.

Reformado en 1987, con un extenso trabajo con pan de oro en el auditorio, el teatro es particularmente notable por su hermosa escalera circular estilo Regencia, galería oval y torre. El teatro ha presentado varios estrenos de Alan Ayckbourn, como Man of the Moment (1990). La comedia clásica de Oscar Wilde, Un marido ideal (1992) y la adaptación al teatro de la novela Alguien voló sobre el nido del cuco (2004) tuvieron notable acogida, y compañías como la Royal Shakespeare Company y otras han llevado varias obras de Shakespeare y otros clásicos al teatro en las últimas décadas. La producción de Equus de 2007 conllevó numerosos titulares en la prensa por la aparición de Daniel Radcliffe, que por entonces tenía 17 años, y todavía estaba filmando las películas de Harry Potter; la producción tuvo el éxito suficiente para trasladarse a Broadway y se representó allí hasta el año 2009. Los musicales regresaron en 2009 con un traslado de Avenue Q y otro de Hair desde Broadway el año siguiente, seguido por el estreno en el West End de la versión para teatro del telefilme Sí ministro antes de salir de gira.
En 1994, en previsión de la apertura en 1997 de la reconstrucción del The Globe en South Bank, para evitar confusiones públicas, el teatro pasó a llamarse Teatro Gielgud en honor a John Gielgud. En 2003 Cameron Mackintosh anunció planes para renovar el Gielgud, incluido un vestíbulo de entrada conjunto con el vecino Queen's Theatre de la avenida Shaftesbury. En 2006 la compañía de Mackintosh «Delfont Mackintosh Theatres» le adquirió el control operacional del Gielgud a la compañía internacional Really Useful Group, de Andrew Lloyd Webber. El grupo Delfont Mackintosh también está formado por los teatros del West End Noël Coward, Novello, Prince Edward, Prince of Wales, Queen's, Wyndham's y Victoria Palace.
En 2007 se iniciaron los trabajos en la fachada del teatro y la restauración del interior, incluido el restablecimiento de los palcos en la parte posterior del círculo de camerinos, se completó en enero de 2008. El teatro es uno de los 40 presentados en la gran serie de documentales en DVD de 2012Great West End Theatres, presentado por Donald Sinden.